# Beñat Intxausti
Beñat Intxausti Elorriaga (* 20. März 1986 in Amorebieta-Etxano) ist ein ehemaliger spanischer Radrennfahrer.

## Sportliche Laufbahn
Intxausti begann seine internationale Karriere beim spanischen Continental Team Grupo Nicolas Mateos. In den Jahren 2008 und 2009 stand er bei dem ProTeam Saunier Duval-Prodir sowie dessen Nachfolge-Team Fuji-Servetto unter Vertrag. In der Saison 2010 gewann er, nun für das baskische Team Euskaltel-Euskadi fahrend, das Einzelzeitfahren  der Vuelta a Asturias.
Zur Saison 2011 wechselte er zum Movistar Team, für das er den zehnten Platz in der Gesamtwertung der Vuelta a España 2012 belegte. Beim Giro d’Italia 2013 trug Intxausti für einen Tag das Rosa Trikot des Gesamtführenden. Außerdem konnte er die bergige 16. Etappe von Valloire nach Ivrea im Spurt einer Spitzengruppe vor Tanel Kangert und Przemysław Niemiec gewinnen. Im Gesamtklassement belegte er Platz acht. Im selben Jahr gewann er die Tour of Beijing. Beim Giro d’Italia 2015 gewann er erneut eine Etappe, indem er als Solist die schwere Bergankunft nach Campitello Matese für sich entschied.
Danach wechselte Intxausti 2016 zum Team Sky, bei dem er bis 2018 unter Vertrag stand. Er litt seit diesem Jahr an einer Infektion mit dem Epstein-Barr-Virus und konnte an seine vorherigen Ergebnisse nicht mehr anknüpfen. Intxausti beendete seine Laufbahn als Aktiver nach der Saison 2019 bei Euskadi Basque Country-Murias.

## Erfolge
2010
- eine Etappe Vuelta a Asturias

2011
- Mannschaftszeitfahren Burgos-Rundfahrt

2012
- Gesamtwertung Vuelta a Asturias
- Mannschaftszeitfahren Vuelta a España

2013
- eine Etappe Giro d’Italia
- Gesamtwertung und eine Etappe Tour of Beijing

2015
- eine Etappe Giro d’Italia

## Grand-Tour-Platzierungen
| Grand Tour            | 2009 | 2010 | 2011 | 2012 | 2013 | 2014 | 2015 | 2016 | 2017 | 2018 | 2019 |
| --------------------- | ---- | ---- | ---- | ---- | ---- | ---- | ---- | ---- | ---- | ---- | ---- |
| Giro d’ItaliaGiro     | –    | –    | –    | 38   | 8    | –    | 29   | –    | –    | –    | –    |
| Tour de FranceTour    | –    | –    | DNF  | –    | –    | 114  | –    | –    | –    | –    | –    |
| Vuelta a EspañaVuelta | 60   | DNF  | 86   | 10   | 87   | –    | –    | –    | –    | –    | –    |